# Ibtihaj Kaddoura
Ibtihaj Kaddoura eller Ibtihaj Qaddoura, var en libanesisk feminist. Hon räknas som en av pionjärerna i kvinnorörelsen i Libanon. 
Hon blev 1914 en av de fem grundarna till kvinnoföreningen Awakening of the Young Arab Women Association som verkade för utbildning med bland andra Anbara Salam, Amina Hamzawi och Adila Bayhum. Hon var ordförande i Arab Lebanese Women’s Union och sedan Lebanese Council for Women 1953-1966. 
Hon bar inte slöja, organiserade och deltog i demonstrationer och skrev petitioner till myndigheter. Hon verkade bland annat för kvinnlig rösträtt. 1936 skrev hon till parlamentet: 
“The Women’s Union wishes your honourable council to recognize women as citizens and to grant them their civil rights, and draw your attention that women share your nationality, civilisation, and history.” 
Kvinnlig rösträtt infördes 1952. Tre kvinnor vann medlemskap i kommunfullmäktigevalet i Beirut 1953: Ibtihaj Kaddoura, Laure Tabet och Elaine Rayhan.